# Petok
Petok is een bestuurslaag in het regentschap Kediri van de provincie Oost-Java, Indonesië. Petok telt 3332 inwoners (volkstelling 2010).